# 白谷雲水峽

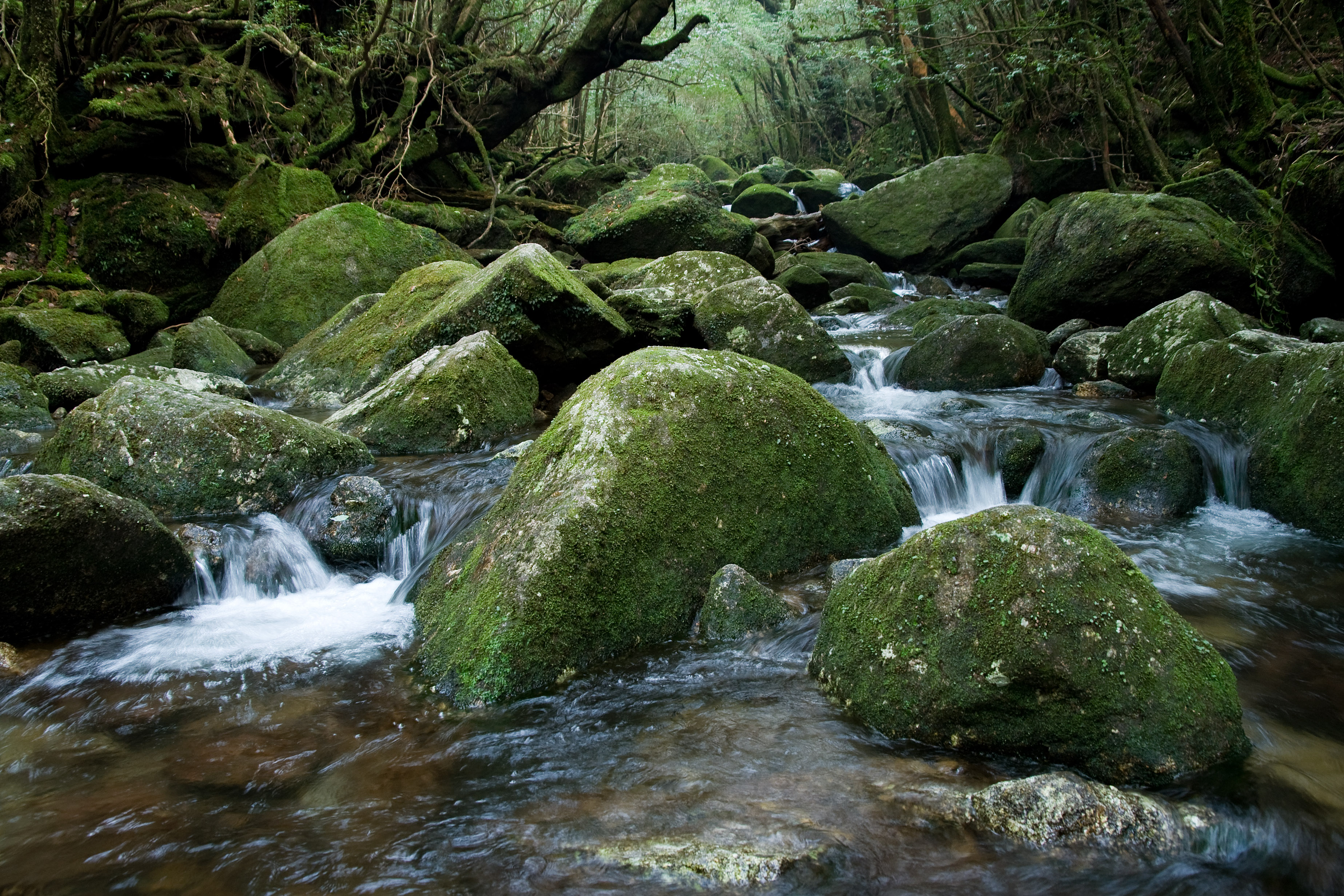
白谷川溪谷

白谷雲水峽（日语：白谷雲水峡、しらたにうんすいきょう）是日本鹿兒島縣屋久島北部宮之浦川支流白谷川的溪谷。這一溪谷以樹齡超過3000年的巨木彌生杉而著稱。峽谷一帶的森林被列入水源之森百選。
這一地區降水量極多，2017年10月一個月的雨量達3,381mm。

## 外部連結
- 宮之浦岳国有林 （页面存档备份，存于） - 水源の森百選 （页面存档备份，存于） - 林野庁